# Седлиці (Опольське воєводство)
Седліце (пол. Siedlice, нім. Seidlitz) — село в Польщі, у гміні Покуй Намисловського повіту Опольського воєводства.
Населення — 54 особи (2011).
У 1975-1998 роках село належало до Опольського воєводства.

## Демографія
Демографічна структура станом на 31 березня 2011 року:
|          | Загалом | Допрацездатний вік | Працездатний вік | Постпрацездатний вік |
| -------- | ------- | ------------------ | ---------------- | -------------------- |
| Чоловіки | 27      | 9                  | 16               | 2                    |
| Жінки    | 27      | 5                  | 16               | 6                    |
| Разом    | 54      | 14                 | 32               | 8                    |